# Secuenciación del genoma

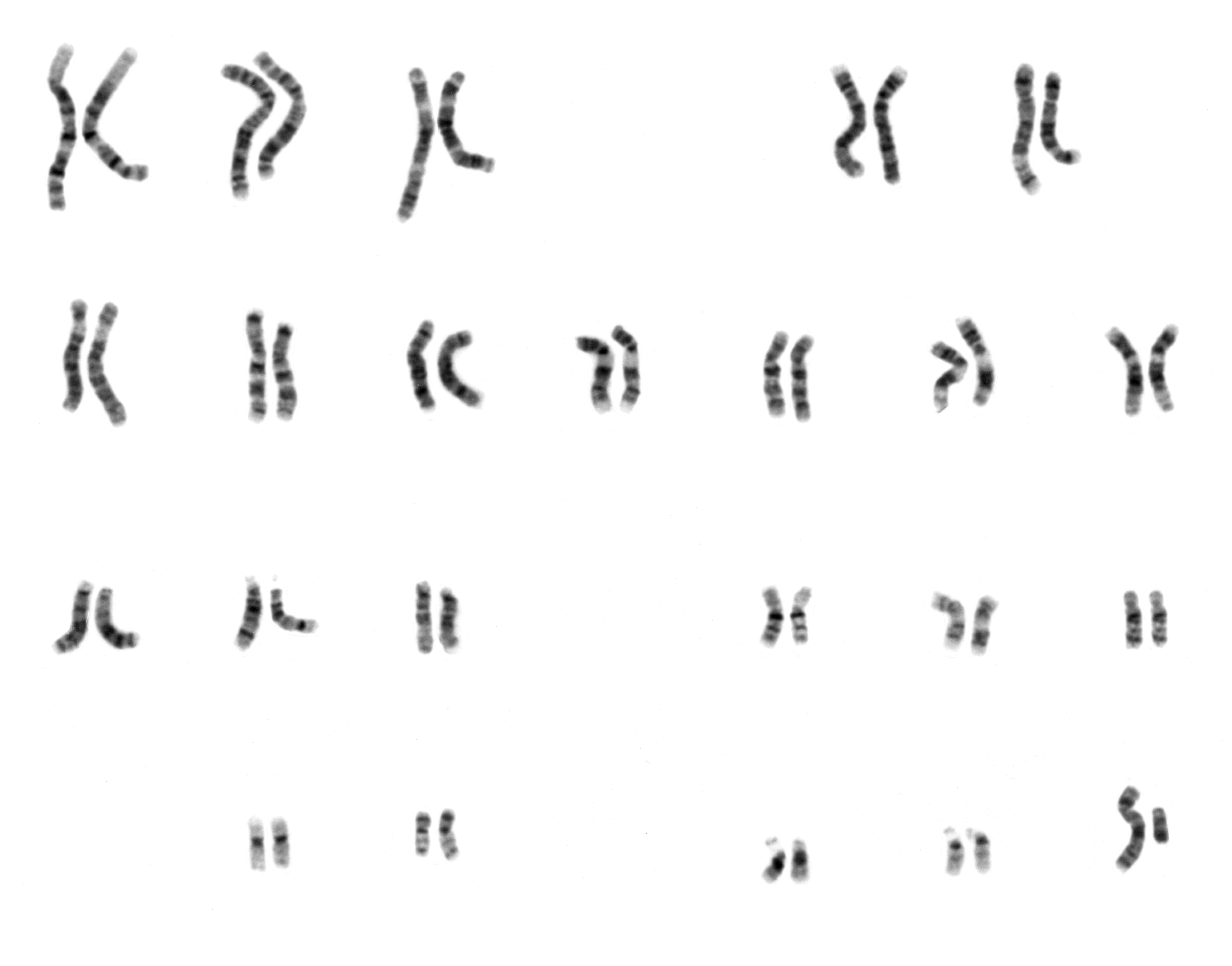
Imagen de los 23 pares de cromosomas de cuerpo humano.

La secuenciación del genoma es uno o varios procesos de laboratorio que determina la secuencia completa de ADN en el genoma de un organismo en un proceso único. Esto supone la secuenciación de todos los cromosomas de un organismo con ADN, así como el contenido en el de mitocondrias y, para las plantas, en cloroplastos.
La secuenciación del genoma entero no debe confundirse con el análisis de ADN, que sólo determina la probabilidad de que el material genético proviene de un individuo o grupo en particular, y no contiene información adicional sobre las relaciones genéticas, origen o susceptibilidad a enfermedades específicas. También, a diferencia de la consecuencia del genoma completo, el genotipo SOPAN cubre menos del 0,1 % del genoma. Casi todos los genomas completos son exclusivamente de los microbios; el término "genoma completo" así se utiliza libremente para significar "más del 97 %". El resto de este artículo se centra en los genomas humanos casi completos.
En general, conocer la secuenciación completa de ADN del genoma de un individuo no proporciona, por sí sola, información clínica útil; pero esto puede cambiar con el tiempo ya que un gran número de estudios científicos continúan siendo publicados detallando asociaciones claras entre variantes genéticas específicas y las enfermedades.
La herramienta de secuenciación de genes en el nivel SNP permite a los científicos identificar variantes funcionales de los estudios de asociación y mejorar el conocimiento a disposición de los investigadores interesados en la biología evolutiva y, por lo tanto, pueden sentar las bases para predecir la susceptibilidad a la enfermedad y la respuesta a los fármacos.
Además, al alinear los genomas secuenciados, se pueden obtener las mutaciones somáticas producidas, como las sustituciones de bases.

## Las células utilizadas para la secuenciación
Casi cualquier muestra biológica que contenga una copia completa del ADN, incluso una cantidad muy pequeña, de ADN o ADN antiguo, puede proporcionar el material genético necesario para la secuenciación del genoma completo. Dichas muestras pueden incluir saliva, células epiteliales, la médula ósea, folículos pilosos pues el cabello no contiene ADN al estar constituido enteramente por queratina, semillas, hojas de las plantas, o cualquier otra cosa que tenga células que contengan ADN.
La secuencia del genoma en una sola célula seleccionada de una población mixta de células se puede determinar usando técnicas de secuenciación de genoma de la célula única. Esto tiene ventajas importantes en microbiología ambiental en los casos en que una sola célula de una especie de microorganismo particular puede ser aislado de una población mixta por microscopía sobre la base de sus características morfológicas, distintivas u otros. En tales casos, las medidas normalmente necesarias de aislamiento y el crecimiento del organismo en cultivo pueden ser omitidas, permitiendo así la secuenciación de un espectro mucho mayor de genomas de organismos.
La secuenciación del genoma de células individuales está siendo probado como un método de diagnóstico genético de preimplantación, en el que una célula de embrión creada por la fertilización in vitro es tomada y analizada antes de la transferencia de embriones en el útero. Después de la implantación, el ADN fetal libre de células puede ser tomado por una sencilla venopunción de la madre y se utiliza para la secuenciación del genoma del feto.

## Frecuencias de mutación en los cánceres
La secuenciación del genoma entero ha establecido la frecuencia de mutación de los genomas humanos completos. La frecuencia de mutaciones en el genoma entre generaciones de seres humanos (de padres a hijos) es de alrededor de 70 nuevas mutaciones por generación. Se encontró un nivel aún más bajo de variación comparando la secuenciación del genoma completo de las células sanguíneas de un par de gemelos monocigóticos (gemelos idénticos) de 100 años de edad. Sólo se encontraron 8 diferencias somáticas, aunque la variación somática que ocurre en menos del 20 % de las células de la sangre se detecta.
En la proteína, específicamente las regiones del genoma humano de codificación, se estima que hay alrededor de 0,35 mutaciones que cambiarían la secuencia de la proteína entre generaciones padre / hijo (al menos de una proteína mutada por generación).
Tipos de cáncer, sin embargo, tienen frecuencias de mutación mucho más altas. La frecuencia particular depende del tipo de tejido, si existe una deficiencia de reparación del ADN, un desajuste, y la exposición a agentes que dañan el ADN, tales como irradiación UV o de los componentes del humo del tabaco. Atún y Amos han resumido las frecuencias de mutación por megabase (Mb), como se muestra en la tabla (junto con las frecuencias indicadas de mutaciones por genoma).
Las altas frecuencias de mutación en el cáncer reflejan la inestabilidad del genoma. Lo cual es característico de los cánceres.
| Tipo de célula                                                               | La frecuencia de mutación / Mb | Mb La frecuencia de mutación por genoma diploide |
| La línea germinal                                                            | 0.023                          | 70                                               |
| Meduloblastoma                                                               | 0.15-0.6                       | 900-3,600                                        |
| Leucemia linfocítica aguda                                                   | 0.3                            | 1,800                                            |
| Leucemia linfocítica crónica                                                 | <1                             | <6,000                                           |
| Cáncer de próstata                                                           | 0.9                            | 5,400                                            |
| Mieloma múltiple                                                             | 2.9                            | 17,400                                           |
| Carcinoma colorrectal                                                        | ~5                             | ~30,000                                          |
| Estable de microsatélites (MSS)                                              | 2.8                            | 16,800                                           |
| Microsatélites inestable (MSI)                                               | 47                             | 282,000                                          |
| Carcinoma hepatocelular                                                      | 4.2                            | 25,200                                           |
| Cáncer de mama                                                               | 1.18-1.66                      | 7,080-9,960                                      |
| Cáncer de pulmón                                                             | 17.7                           | 106,200                                          |
| Cáncer de pulmón de células pequeñas                                         | 7.4                            | 44,400                                           |
| Cáncer de pulmón en células (los fumadores)                                  | 10.5                           | 63,000                                           |
| Cáncer de pulmón de células no pequeñas (los no fumadores)                   | 0.6                            | 3,600                                            |
| Adenocarcinoma de pulmón (los fumadores)                                     | 9.8                            | 58,500                                           |
| Adenocarcinoma de pulmón (los no fumadores)                                  | 1.7                            | 10,200                                           |
| Melanoma                                                                     | ~30                            | ~180,000                                         |
| Irradiación-UV melanoma crónico inducido                                     | 111                            | 666,000                                          |
| Melanoma no inducido por irradiación-UV en piel sin pelo de las extremidades | 3-14                           | 18,000-84,000                                    |
| Melanoma inducido por UV en piel con cabello                                 | 5-55                           | 30,000-330,000                                   |

## Las primeras técnicas

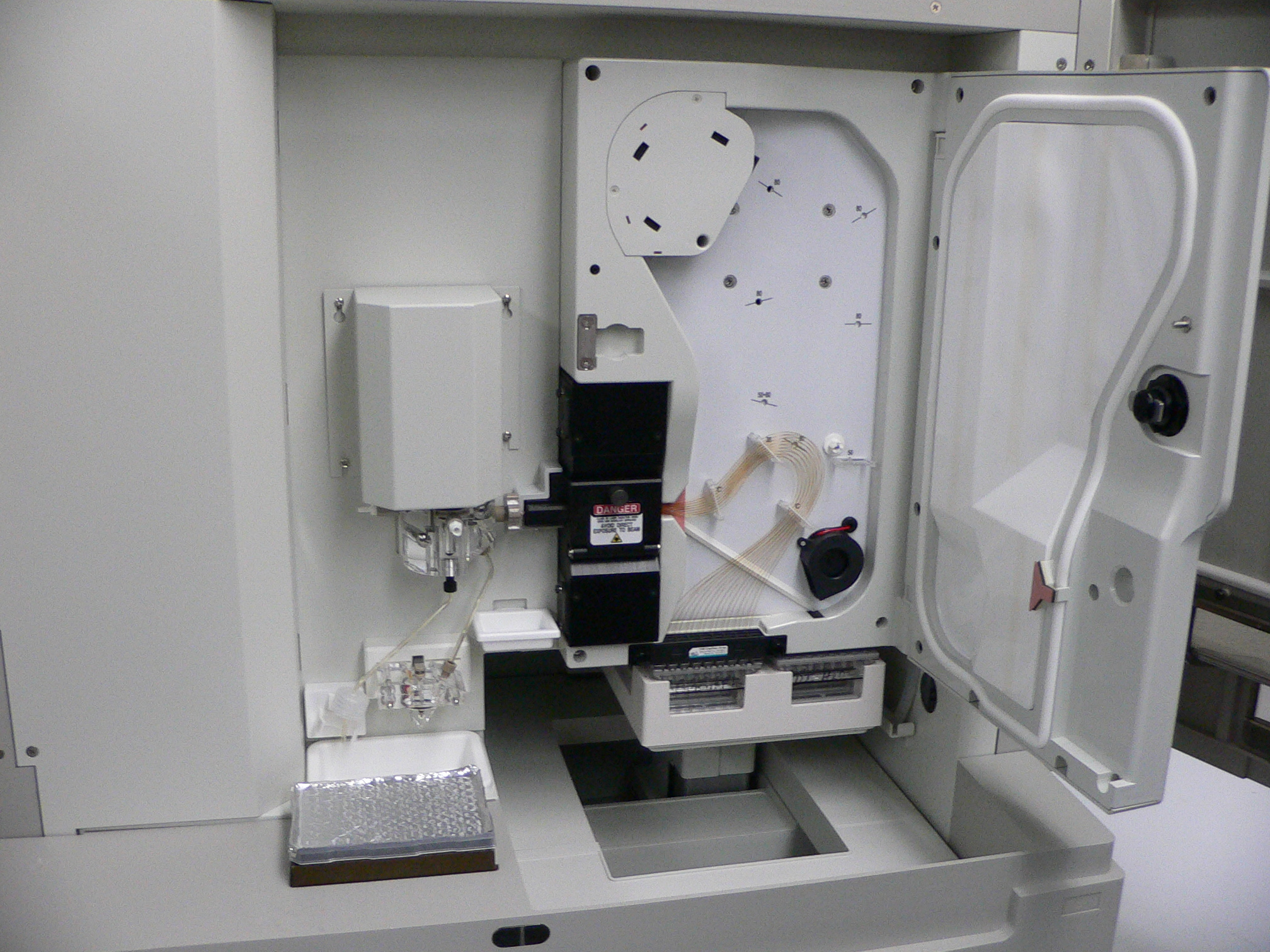
Un ABI PRISM 3100 Genetic Analyzer. Tales secuenciadores capilares automatizados son los primeros esfuerzos de secuenciación de genomas.

La secuenciación de casi la totalidad de un genoma humano se llevó a cabo por primera vez en 2000, en parte mediante el uso de la secuenciación escopeta. Mientras la secuencia completa del genoma escopeta para los pequeños (4000-7000 pares de bases) genomas ya estaba en uso en 1979, una aplicación más amplia se benefició de la secuencia final por parejas, conocido coloquialmente como secuenciación de doble cañón de escopeta. Como proyectos de secuenciación comenzaron a asumir más y más complicados genomas, varios grupos comenzaron a darse cuenta de que la información útil se puede obtener mediante la secuenciación de los dos extremos de un fragmento de ADN. Aunque realizar la secuenciación de ambos extremos del misma fragmento y hacer el seguimiento de los datos emparejados era más engorroso que la secuenciación de un solo extremo de dos fragmentos distintos, el conocimiento de que las dos secuencias se orientan en direcciones opuestas y a punto de la longitud de un fragmento era valiosa en la reconstrucción de la secuencia del fragmento objetivo original.
La primera descripción publicada de la utilización de extremos emparejados fue en 1990 como parte de la secuencia humana de la HPRT locus, aunque el uso de extremos emparejados se limitó a cerrar las brechas después de la aplicación de un enfoque tradicional de secuenciación escopeta. La primera descripción teórica de una estrategia de secuenciación final emparejada, suponiendo fragmentos de longitud constante, fue en 1991. En 1995 Roach et al. introdujo la innovación de utilizar fragmentos de distintos tamaños, y ha demostrado que una estrategia de secuenciación por pares puros sería posible en objetivos grandes. La estrategia fue adoptada posteriormente por el Instituto de Investigación Genómica (TIGR) para secuenciar el genoma completo de la bacteria Haemophilus influenzae en 1995, y luego por Celera Genomics para secuenciar todo el genoma de la mosca de fruta en 2000, [ 18 ] y, posteriormente, todo el genoma humano. Applied Biosystems, que ahora se llama Life Technologies, fabricado los secuenciadores capilares automatizados utilizados tanto por Celera Genomics y el Proyecto Genoma Humano.
Si bien la secuenciación capilar fue el primer enfoque para secuenciar con éxito un genoma humano casi completo, todavía es demasiado caro y lleva mucho tiempo para fines comerciales. Debido a esto, la tecnología de secuenciación escopeta, a pesar de que todavía es relativamente "nueva", desde el año 2005 está siendo desplazada por tecnologías como la pirosecuenciación, secuenciación SMRT y tecnología nanoporo.
Debido a que la secuencia de datos que se produce puede ser bastante grande (por ejemplo, existen aproximadamente seis mil millones de pares de bases en cada genoma diploide humana), los datos del genoma se almacenan electrónicamente y requieren una gran potencia de cálculo y capacidad de almacenamiento. La secuenciación completa del genoma hubiera sido casi imposible antes de la llegada de los microprocesadores, los ordenadores, y la era de la información.

## Las técnicas actuales
Una forma posible de lograr una secuenciación rentable y de alto rendimiento, necesario para llevar a cabo la secuenciación del genoma completo, es mediante el uso de tecnología de nanoporos, que es una tecnología patentada por la Universidad de Harvard y Oxford Nanopore Tecnologías con licencia para las empresas de biotecnología. Para facilitar su iniciativas de secuenciación del genoma completo, Illumina tecnología de secuenciación de nanoporos con licencia de Oxford Tecnologías Nanopore y Sequenom licencia la tecnología de la Universidad de Harvard.
Otra forma posible de lograr secuenciación de alto rendimiento es mediante la utilización de fluoróforo. Pacific Biosciences está utilizando actualmente este enfoque en su tecnología de secuenciación de ADN: SMRT (siglas en inglés para "molécula única en tiempo real").
Complete Genomics ha desarrollado la tecnología ADN Nanoball (DNB) que organiza el ADN en arreglos de autoensamblaje.
Pirosecuenciación es un método de secuenciación de ADN basado en la secuenciación por principio de síntesis. La técnica fue desarrollada por Pål Nyrén y su estudiante Mostafa Ronaghi en el Instituto Real de Tecnología en Estocolmo en 1996, y en la actualidad está siendo utilizado por 454 Life Sciences, como base para una plataforma de secuenciación del genoma completo.

## Comercialización

Coste total de la secuenciación de un genoma humano calculado por elNHGRI.

Un número de empresas públicas y privadas están compitiendo para desarrollar una plataforma de secuenciación del genoma completo que sea comercialmente sólida tanto para la investigación y uso clínico, incluyendo Illumina,
Knome,
Sequenom,
454 Life Sciences,
Pacific Biosciences,
Complete Genomics,
Helicos Biosciences,
GE Global Research (General Electric),
Affymetrix,
IBM,
Intelligent Bio-Systems,
Life Technologies y
Oxford Nanopore Technologies.
Estas empresas están fuertemente financiadas y respaldadas por los capitalistas de riesgo, fondos de cobertura y bancos de inversión.

### Incentivo
En octubre de 2006, la Fundación X Prize, que trabaja en colaboración con la Fundación J. Craig Venter Science, estableció el X Premio Arconte de Genómica, con la intención de otorgar US $ 10 millones para "el primer equipo que logre construir un dispositivo y usarlo para secuenciar 100 genomas humanos dentro de 10 días o menos, con una precisión de no más de un error en cada millón de bases secuenciadas, con secuencias que cubran con precisión al menos el 98 % del genoma, y con un costo recurrente de no más de 1000 dólares por genoma ". Una tasa de error de 1 en 1.000.000 bases, de un total de aproximadamente seis mil millones de bases en el genoma diploide humana, significaría unos 6000 errores por genoma. Las tasas de error necesarios para su uso clínico generalizado, como la medicina predictiva se encuentra en la actualidad por más de 1400 pruebas de secuenciación de genes individuales clínicos (por ejemplo, errores en los genes BRCA1 gen de cáncer de mama análisis de riesgos). A partir de agosto de 2013, el X Premio Arconte de Genómica ha sido cancelado.

### 2007
En 2007, Applied Biosystems comenzó a vender un nuevo tipo de secuenciador llamado sistema sólido. La tecnología permite a los usuarios secuenciar 60 gigabases por ejecución.

### 2009
En marzo de 2009, se anunció que Complete Genomics había firmado un acuerdo con el Instituto Broad de secuenciar los genomas del cáncer de los pacientes y de secuenciar genomas completos de cinco de ellos. En abril de 2009, Complete Genomics anunció que planeaba secuenciar 1000 genomas completos entre junio de 2009 y el final del año y que planeaban ser capaces de secuenciar genomas completos de un millón por año para el 2013.
En junio de 2009, Illumina anunció que iban a lanzar su servicio propio de secuenciación de genoma completo a una profundidad de 30x por $ 48.000 por genoma. Jay Flatley, Presidente y CEO de Illumina, declaró que "durante los próximos cinco años, quizá más pronto, el precio para la secuenciación del genoma completo caerá de $ 48,000 a menos de $ 1,000."
En agosto de 2009, el fundador de Helicos Biosciences, Stephen Quake, declaró que, usando la molécula del secuenciador de la compañía, secuenció su propio genoma completo por menos de $ 50.000. Dijo que espera que el costo de secuencias el genoma completo de cada persona disminuya a $ 1000 en los próximos dos o tres años.
En agosto de 2009, Pacific Biosciences aseguro un adicional de $ 68 millones en nuevo financiamiento, con lo que su capitalización total de $ 188 millones. Pacific Biosciences, dijo que van a utilizar esta inversión adicional con el fin de prepararse para el próximo lanzamiento de su servicio de secuenciación del genoma completo en 2010. Complete Genomics seguido de asegurar otros $ 45 millones en una cuarta ronda de fondos de riesgo durante el mismo mes. Complete Genomics también ha hecho la afirmación de que será secuenciar 10 000 genomas completos a finales de 2010.
GE Global Research es también parte de esta carrera para comercializar la secuenciación del genoma completo, ya que han estado trabajando en la creación de un servicio que ofrecerá un genoma completo por $ 1,000 o menos.
En octubre de 2009, IBM anunció que también estaban en la carrera para proporcionar la secuenciación del genoma completo por menos de $ 1,000, con el objetivo final de poder proporcionar sus servicios de $ 100 USD por genoma. La tecnología de secuenciación del genoma completo de IBM, que utiliza nanoporos, que se conoce como el "ADN Transistor".
En noviembre de 2009, Complete Genomics publicó un artículo revisado por pares en la ciencia que demuestra su capacidad para secuenciar un genoma humano completo por $ 1.700. USD De ser cierto, esto significaría que el costo de la secuenciación del genoma completo ha bajado de forma exponencial dentro de un solo año a partir de alrededor de $ 100.000 a $ 50.000 y ahora a $ 1.700. Este costo de consumibles se detalla claramente en la Ciencia de papel. Sin embargo, Complete Genomics ha publicado previamente declaraciones de que era incapaz de seguir. Por ejemplo, la empresa declaró que lanzaría oficialmente y liberar su servicio durante el "verano de 2009", proporcionará un "$ 5000" servicio de la secuenciación del genoma completo por el "verano de 2009", y "secuencia de 1000 genomas entre junio de 2009 y el final de 2009 "- todos los cuales, a partir de noviembre de 2009, aún no se han producido. Complete Genomics lanzó su servicio de secuenciación del genoma humano en I + D en octubre de 2008 y su servicio comercial en mayo de 2010. La compañía secuencio 50 genomas en 2009. Desde entonces, ha aumentado significativamente el rendimiento de su fábrica de la secuenciación del genoma y fue capaz de secuenciar y analizar los genomas de 300 en Q3 2010.
También en noviembre de 2009, Complete Genomics anunció que estaba comenzando un estudio de la secuenciación del genoma humano a gran escala de la enfermedad de Huntington (hasta 100 genomas) con el Instituto de Biología de Sistemas.

### 2010
En marzo de 2010, los investigadores del Colegio Médico de Wisconsin, anunció el primer uso exitoso de secuenciación de Genoma amplia para cambiar el tratamiento de un paciente. Esta historia fue retomada más tarde, por la cual el artículo obtuvo un Pulitzer. y la promociona como un significativo logro en la revistaNature y por el director de los NIH en congresos.
En junio de 2010, Illumina bajó el costo de su servicio de secuenciación individual a $ 19.500.

### 2011
Knome ofrece los servicios de la secuenciación del genoma completo (98 %) por US $ 39,5 mil para los consumidores, o $ 29,500 para los investigadores (en función de sus necesidades).
En mayo de 2011, Illumina redujo su servicio de secuenciación completa del genoma de 5000 dólares por genoma humano, o $ 4,000 si el pedido es de 50 o más.
Helicos Biosciences, Pacific Biosciences, Complete Genomics, Illumina, Sequenom, Ion Sistemas torrent, Halcyon Molecular, NABsys, aparece IBM y GE Global a todo ser va cabeza a cabeza en la carrera para la comercialización de la secuenciación del genoma completo.

### 2012
En enero de 2012, Life Technologies presentó un secuenciador para decodificar un genoma humano en un día por 1000 dólares, aunque estas afirmaciones aún no se han validado por los clientes en los dispositivos comerciales.
Una empresa del Reino Unido que salió de la Universidad de Oxford ha llegado con una máquina de secuenciación del ADN (the MinION) del tamaño de una memoria USB, que cuesta $ 900 y permite secuenciar genomas más pequeños (pero genomas humanos no completos en la primera versión) (Mientras Oxford Nanopore declaró en febrero que iban a atacar con un secuenciador en el acceso temprano comercial a finales de 2012, esto no ocurrió.)
En noviembre de 2012, de Gene Gene, Ltd comenzó a ofrecer la secuenciación del genoma completo a un precio introductorio de $ 5,495 (con un requisito mínimo de 3 muestras por pedido). Actualmente el precio es de 6995 dólares y el requisito mínimo quedó eliminado.
Una serie de publicaciones en 2012 demostró la utilidad de la secuenciación de SMRT de Pacific Biosciences en la generación de secuencias del genoma completo con el conjunto novo. Algunas de estas publicaciones informaron sobre tuberías automatizadas que podrían ser utilizados para generar estos conjuntos de todo el genoma. Otros trabajos demostraron cómo se podrían utilizar datos de la secuencia PacBio para actualizar los proyectos de genomas para completar genomas.

### 2014
Una noticia en febrero de 2014 declaró que Illumina había anunciado "el tan esperado genoma humano por 1000 dólares... por parte de la empresa HiSeq X 10 system."

## Interrupción al mercado de arreglos de ADN
La secuenciación completa del genoma proporciona información sobre un genoma que es varios órdenes de magnitud mayor que la proporcionada por el líder anterior en la tecnología de genotipado, las secuencias de ADN. Para los seres humanos, las secuencias de ADN actualmente proporcionan información genotípica en un máximo de un millón de variantes genéticas, mientras que la secuenciación del genoma completo proporcionará información sobre los seis mil millones de bases en el genoma humano, o 3000 veces más de datos. Debido a esto, la secuenciación del genoma completo se considera una innovación disruptiva a los mercados de matriz de ADN como la exactitud en un rango de 99,98 % a 99,999 % (en regiones de ADN no repetitivas) y su coste de consumibles de $ 5000 por 6 mil millones de pares de bases es competitivo (para algunas aplicaciones) con secuencias de ADN ($ 500 por 1 millón de pares de bases). Agilent, otro fabricante de chip de ADN establecida, se trabaja en la dirigida (región selectiva) tecnologías de secuenciación del genoma. Se cree que Affymetrix, el pionero de la tecnología de matriz en la década de 1990, ha quedado a la zaga debido a la significativa turbulencia corporativa y de valores y actualmente no está trabajando en algún enfoque de secuenciación del genoma completo conocido. No se sabe qué va a pasar con el mercado de matriz de ADN una vez que la secuenciación del genoma completo se convierta en un mercado generalizado, especialmente en lo que las empresas y laboratorios que desarrollan esta tecnología de punta para realizar economías de escala. Se postula, sin embargo, que esta nueva tecnología puede disminuir significativamente el tamaño del mercado total para secuencias de ADN y cualquier otra tecnología de secuenciación, una vez que se convierte en un lugar común para los individuos y para los recién nacidos tienen sus genomas completos secuenciados.

## Oncología
En este campo, la secuenciación del genoma completo supone un gran conjunto de mejoras y retos que afrontar en la comunidad científica pues permite analizar, cuantificar y caracterizar el ADN circulante tumoral en el torrente sanguíneo. Esto sirve de base para el diagnóstico precoz del cáncer, la selección del tratamiento y el seguimiento de las recaídas, así como para determinar los mecanismos de resistencia, metástasis y patrones filogenéticos en la evolución del cáncer. Asimismo, puede ayudar a la selección de tratamientos de forma individualizada para los pacientes que sufren esta patología y observar cómo van funcionando los fármacos ya existentes durante la progresión del tratamiento.

## Secuenciación vs análisis
En principio, la secuenciación del genoma completo puede proporcionar datos en bruto sobre los seis mil millones de nucleótidos en el ADN de un individuo. Sin embargo, no proporciona un análisis de lo que significa la información o la forma en que podría ser utilizado en diversas aplicaciones clínicas, como en la medicina para ayudar a prevenir la enfermedad. A partir de 2010 las empresas que están trabajando en la secuenciación del genoma completo proporcionan datos certificados CLIA (Illumina) y servicios de análisis para la interpretación de los datos del genoma completo (knome), con una sola institución que ofrece la secuenciación y el análisis en un entorno clínico. Sin embargo, hay mucho espacio para los investigadores o empresas para mejorar este tipo de análisis y hacerlo útil para los médicos y los pacientes.

## Uso de diagnóstico y el impacto social
Barato, la secuenciación del genoma completo eficiente será un logro importante no sólo para el campo de la genómica, sino para toda la civilización humana, ya que, por primera vez, las personas podrán tener la totalidad de su genoma secuenciado. Utilizando esta información, se especula que los profesionales de la salud, como los médicos y los asesores genéticos, con el tiempo será capaz de utilizar la información genómica para predecir qué enfermedades puede tener en el futuro una persona y tratar de minimizar el impacto de esta enfermedad o evitar por completo a través de la implementación de diagnósticos personalizados, la medicina preventiva. La secuenciación completa del genoma permitirá a los profesionales de la salud para analizar todo el genoma humano de un individuo y por lo tanto detectar todas las variantes genéticas relacionadas con la enfermedad, independientemente de la prevalencia o frecuencia de la variante genética. Esto permitirá a los campos de la medicina rápidamente emergentes de la medicina predictiva y la medicina personalizada y marcará un importante salto adelante para la revolución genética clínica. La secuenciación completa del genoma es claramente de gran importancia para la investigación sobre la base de las enfermedades genéticas y ha demostrado un beneficio significativo para un subgrupo de individuos con enfermedades poco frecuentes en la práctica clínica.
El CEO de Illumina, Jay Flatley, declaró en febrero de 2009 que Una lectura completa de ADN para todos los recién nacidos será técnicamente viable y asequible en menos de cinco años, con la promesa de una revolución en el cuidado de la salud y que en 2019 se han convertido en rutina para mapear los genes de los bebés cuando nacen. Este uso potencial de la secuenciación del genoma es muy controvertida, ya que va en contra de las normas éticas establecidas para las pruebas genéticas predictivas de los menores asintomáticos que han sido bien establecidas el campo de la genética médica y el asesoramiento genético. Las directrices tradicionales para las pruebas genéticas se han desarrollado en el transcurso de varias décadas, ya que primero se hizo posible la prueba de marcadores genéticos asociados con la enfermedad, antes de la llegada de costo eficaz, amplia el cribado genético. Se establece que las normas, como en las ciencias y el campo de la genética, están sujetas a cambios y a evolucionar con el tiempo. Se desconoce si las normas tradicionales practicadas en genética médica hoy en día se verá alterada por nuevos avances tecnológicos tales como la secuenciación del genoma completo.
Actualmente disponible el cribado neonatal de enfermedades de la infancia permite la detección de enfermedades raras que pueden ser prevenidas o tratadas mejor por la detección e intervención temprana. Específicas pruebas genéticas también están disponibles para determinar una etiología cuando los síntomas de un niño parece tener una base genética. La secuenciación del genoma completo, además tiene el potencial de revelar una gran cantidad de información (tales como el estado del portador para trastornos autosómicos recesivos, los factores de riesgo genéticos para complejas enfermedades del adulto, y otra información médica y no médica predictiva) que en la actualidad no es completamente entendido, no puede ser clínicamente útil para el niño durante la infancia, y pueden no necesariamente ser necesitado por el individuo al llegar a la edad adulta. Además de predecir el riesgo de enfermedades en la infancia, las pruebas genéticas podrían tener otros beneficios (por ejemplo, el descubrimiento de la paternidad), pero también puede tener desventajas potenciales (la discriminación genética, pérdida de anonimato, y los impactos psicológicos). Muchas de las publicaciones relativas a las directrices éticas para las pruebas genéticas predictivas de los menores asintomáticos, por lo tanto puede tener más que ver con la protección de los menores y la preservación de la del individuo privacidad y autonomía conozcan o no su información genética, que con la tecnología que hace las pruebas posibles a sí mismos.
Debido a las recientes reducciones de costos (véase más arriba) la secuenciación de todo el genoma se ha convertido en una aplicación realista en el diagnóstico de ADN. En 2013, el consorcio de 3 Gb-TEST obteniendo financiación de la Unión Europea para preparar el sistema de atención de salud para estas innovaciones en el diagnóstico de ADN. de evaluación de calidad, esquemas de evaluación de tecnologías sanitarias y directrices tienen que estar en su lugar. El consorcio de 3 Gb-TEST ha identificado el análisis e interpretación de datos de secuencias como el paso más complicado en el proceso de diagnóstico. En la reunión del Consorcio en Atenas en septiembre de 2014, el Consorcio acuñó la palabra genotranslation para este paso crucial. Este paso lleva a una llamada genoreport. Se necesitan directrices para determinar el contenido requerido de estos informes.

## Las preocupaciones éticas
La mayoría de los especialistas en ética insisten en que la privacidad de los individuos sometidos a pruebas genéticas debe estar protegida en todas las circunstancias. Los datos obtenidos de la secuenciación del genoma no sólo puede revelar una gran cantidad de información sobre la persona que es la fuente de ADN, sino que puede también revelan una gran cantidad de información probabilística sobre la secuencia de ADN de los parientes genéticos más cercanos. Por otra parte, los datos obtenidos de la secuenciación del genoma pueden también revelar una gran cantidad de información útil sobre los familiares presentes y futuros riesgos para la salud. Esto plantea preguntas importantes acerca de cuáles son las obligaciones, si los hubiera, son propiedad de los miembros de la familia de las personas que se someten a las pruebas genéticas. En nuestra sociedad occidental / europea, los individuos se les anima a realizar la prueba por lo general para compartir información importante sobre el diagnóstico genético con sus parientes cercanos, ya que la importancia del diagnóstico genético de otros parientes cercanos y los hijos suele ser una de las razones para buscar una prueba genética en el primer lugar. Sin embargo, Sijmons et al. (2011) también mencionan que un dilema ético importante puede desarrollarse cuando los pacientes se niegan a compartir información en un diagnóstico que se hace para el trastorno genético grave que es altamente prevenible y donde existe un alto riesgo para los familiares portadores de la misma mutación de la enfermedad. En tales circunstancias, el médico puede sospechar que los familiares prefieren saber del diagnóstico y, por tanto, el clínico puede hacer frente a un conflicto de intereses con respecto a la confidencialidad médico-paciente.
Otra de las principales preocupaciones de privacidad es la necesidad científica para poner información sobre genotipos y fenotipos de los pacientes en las bases de datos científicos públicos tales como las bases de datos específicas de locus. A pesar de los datos del paciente son sólo anónimos se someten a las bases de datos específicas de locus, los pacientes podrían todavía ser identificables por sus familiares en el caso de encontrar una enfermedad rara o una mutación poco frecuente.